# لوك فريند
لوك فريند (بالإنجليزية: Luke Friend)‏ هو مغني بريطاني، ولد في 30 أبريل 1996 في Teignmouth ‏ في المملكة المتحدة.

## روابط خارجية
- لوك فريند على موقع IMDb (الإنجليزية)